# Шипохвіст африканський
Шипохвіст африканський (Uromastyx acanthinura) — представник роду Шипохвостів з родини Агамових. Має 2 підвиди. Інша назва «мінливий шипохвіст».

## Опис
Загальна довжина сягає 40 см, ваги 600 г. Хвіст відносно короткий (менше 70 % довжини тіла), широкий і сплощений зверху вниз, звужується тільки в останній третині, який зверху вкрито 16-20 поперечними рядками шипастої луски, знизу кількість рядків більше, а луска без шипів. Колір оливково-зелений, охристо-жовтий, жовтогарячий або цегляно-червоний з візерунком з темніших лусочок по загальному фону. Іноді зустрічаються темні, майже чорні особини. Голова часто темніше тулуба. Насиченим та яскравим забарвлення шипохвостов стає, коли вони добре розігріються на сонці, зранку африканський шипохвіст виглядає землисто-коричнево-сірим.

## Спосіб життя
Полюбляють напівпустельні та пустельні ландшафти, скелясті передгір'я, окраїни оази. Селиться вздовж ваді — низинах місцевості на місці русел висохлих струмків та річок, де рослинність все ж багатша, ніж на відкритих просторах. Особливо це стосується гамад (щебеневих пустель), регів (кам'янистих пустель) і ергів (піщаних пустель) — тут шипохвіст поселяється лише на краях куасів (висохлих озер) по околицях безплідних земель. Ховається у власних норах. Збираються колоніями до 20 особин. Погодні умови впливають на активність африканського шипохвоста: в похмуру погоду не відходить далеко від своєї нори, а в дощ і під час піщаного буревію взагалі не покидає її. Активний вранці та увечері. Харчується рослинною їжею, однак під час посухи може вживати комах, сухе насіння, гілочки чагарників, екскременти газелей.
Це яйцекладна ящірка. Парування починається у березні-квітні. Терміни вагітності різні в різних частинах ареалу. Приблизно у середині літа самка відкладає 19-20, максимум 23 яйця в бічній камері нори на глибині близько 60 см від поверхні. Вага одного яйця 8-10 г, розміри в середньому 38,2×21,2 мм. Через 2 місяці з'являються молоді шипохвости.
У Європі та Америці африканських шипохвостів часто тримають як домашніх улюбленців.

## Розповсюдження
Мешкає у північній Африці — в Марокко (цей вид ще іноді називають марокканським шипохвостов), Алжирі, Тунісі та Лівії,

## Підвиди
- Uromastyx acanthinurus acanthinurus
- Uromastyx acanthinurus nigriventris